# Neshyba Peak
Der Neshyba Peak ist ein kleiner, spitzer, hauptsächlich vereister und 2105 m hoher Berggipfel im Palmerland auf der Antarktischen Halbinsel. Er ragt aus dem nördlichen Teil eines verzweigten Gebirgskamms 26 km ostnordöstlich des Mount Jackson auf.
Der United States Geological Survey kartierte ihn 1974. Das Advisory Committee on Antarctic Names benannte ihn 1976 nach dem Ozeanographen Stephen Neshyba, der zwischen 1972 und 1973 im Rahmen des United States Antarctic Research Program Untersuchungen zur Laminarströmung im Benthos um die Antarktische Halbinsel unternommen hatte.